# 大手前大学
大手前大学（おおてまえだいがく、英語: Otemae University）は、兵庫県西宮市御茶家所町6-42に本部を置く日本の私立大学。1946年創立、1966年大学設置。大学の略称は大手前。

## 概要
神戸又新日報の記者を経て、大日本帝国陸軍の情報将校として中部軍報道部に勤務していた藤井健造が、1946年に「今後、戦争のない社会を作るための女子教育が必要」と発願して情操豊かな女子教育を目指し、大阪城大手前に敷地を得て学校法人大手前学園の前身「大手前文化学院」を設立する。
1951年に「大手前女子短期大学」、1966年に「大手前女子大学」それぞれを開学し、2000年に社会文化学部を増設して「大手前大学」へ改称し、男女共学とする。2007年に人文科学部と社会文化学部を改組して総合文化学部、現代社会学部、メディア・芸術学部とする。2016年に健康栄養学部、2019年に国際看護学部それぞれを設置した。2022年に総合文化学部を国際日本学部に改称し、2023年に経営学部を設置した。

## 概観

### 建学の精神
「STUDY FOR LIFE」生涯にわたる、人生のための学び。
2006年の学園創立60周年を機に、当初の建学精神「情操豊かな女子教育」を踏まえて定める。

### 教育目標
教養教育、自己開発教育の重視、地域共同体へ貢献、生涯学習の推進

### 大学全体
6学部と大学院2研究科を設ける。西宮市内にさくら夙川キャンパス、大阪市内に大阪大手前キャンパス、さくら夙川キャンパスに本部を置く。

## 教育の特色
2007年に改組してカリキュラムを一新し、学部や学科の枠を超え、学生が各々にカリキュラム編成を可能にする「ユニット自由選択制」を開始した。
4学部19系統で科目がユニットに分類し、トライアル科目のレベル100からレベル400まで段階的に設置する。ユニット組み合わせは学年や学期ごとに変更可能である。「ユニット自由選択制」は学校法人大手前学園が登録商標（第5095650号）している。

## 沿革
- 1946年 学園の創始者・藤井健造が、大阪市中央区京橋前之町偕行社跡に学園の前身である大手前文化学院を創設
- 1948年 同学院を財団法人職業学院制とする。大阪市中央区大手前2丁目に移転
- 1951年 財団法人を学校法人大手前女子学園に切り替える。大手前女子短期大学開学、服飾科を設置
- 1955年 大手前文化学院に栄養部設置、栄養専門学校の誕生
- 1966年 大手前女子大学開学。西宮市の夙川に文学部英文学科、哲学科の1学部2学科を設置
- 1967年 11月6日に開学祭、歴史学者の三笠宮崇仁親王をお迎えして記念講演を開催
- 1969年 史学科を増設。英文学科を英米文学科に改称。女子短期大学の服飾科を服飾学科に改称
- 1971年 専攻科（美術専攻科美術専攻）を設置。アングロノルマン研究所を開設
- 1975年 哲学科を美学・美術史学科に改称
- 1981年 史学研究所を設置
- 1986年 大手前女子短期大学を伊丹市へ移転。新スローガン「STUDY FOR LIFE」を設定。短期大学移転を機に、学園のカレッジ・アイデンティティを導入。大手前文化学院を大手前栄養文化学院に改称
- 1988年 大手前ビジネス学院専門学校を開学、総合ビジネス学科を設置
- 1989年 アメリカのメリルハースト大学と姉妹校提携。短期大学に秘書科を増設
- 1991年 西宮総合グラウンドを新設。専門学校大阪新学舎完成。短期大学の服飾学科を生活文化学科に改称
- 1992年 大学の文学部に日本文化学科を増設。「大手前アートセンター」を開設
- 1993年 短期大学秘書科「上級秘書士」称号認定課程を設置
- 1994年 短期大学生活文化学科「秘書士」称号認定課程を設置。ポートランド州立大学留学プログラムを開始
- 1995年 短期大学秘書科「情報処理士」称号認定課程を設置
- 1996年 大学の本館新学舎完成。大学院文学研究科（比較文学比較文化専攻）修士課程を設置。「情報処理課程」を設置
- 1998年 大学院文学研究科（比較文学比較文化専攻）博士後期課程を設置。栄養文化学院に製菓学科増設にともない、専門学校を男女共学化
- 1999年 大学文学部の美学・美術史学科を美術学科に、英米文学科を英語文化学科に改称
- 2000年 学校法人大手前女子学園を学校法人大手前学園に、大手前女子大学を大手前大学に改称し、男女共学化。文学部を人文科学部に名称変更。社会文化学部（人間環境学科、社会情報学科）を設置
- 2001年 短期大学秘書科を廃止。栄養文化学院を大手前栄養製菓学院に改称。大手前栄養製菓学院に製菓学科通信教育課程を設置
- 2002年 大学史学研究所にオープン・リサーチ・センターを開設。大手前栄養製菓学院を大手前栄養学院、大手前製菓学院の二校に分離・開学。栄養学院に管理栄養学科（4年制）、製菓学院に製菓学科（2年制）を設置する
- 2003年 大学院の比較文学比較文化専攻を比較文化専攻に改称。大学の史学研究所オープン・リサーチ・センター竣工。アングロノルマン研究所を交流文化研究所に改称
- 2004年 大学人文科学部の英語文化学科、日本文化学科を統合・名称変更し、交流文化学科新設。大手前女子短期大学を大手前短期大学に改称・改組し男女共学化するとともに、ライフデザイン総合学科新設。大手前シティカレッジ開校
- 2005年 大学の人文科学部美術学科をメディア・芸術学科に改称。大学の社会文化学部社会情報学科をキャリアデザイン学科に改称。大学社会文化学部人間環境学科に心理コースを新設
- 2006年 短期大学の生活文化学科を廃止
- 2007年 総合文化学部総合文化学科、メディア・芸術学部メディア・芸術学科、現代社会学部現代社会学科を設置。メディアライブラリーCELL 完成
- 2009年 CELL教育研究所開設。専攻科（美術専攻科美術専攻）を廃止（学生募集停止）
- 2010年 現代社会学部現代社会学科に通信教育課程を設置
- 2011年 大学の人文科学部英語文化学科、日本語文化学科を廃止
- 2012年 大学の人文科学部メディア・芸術学科、交流文化学科と社会文化学部（人間環境学科、キャリアデザイン学科）を廃止。東京サテライトキャンパス設置を東京都台東区上野に設置。
- 2014年 大学人文科学部の史学科を廃止に伴い、人文科学部を廃止。IIE（Institute of International Education）を設置
- 2016年4月 - 健康栄養学部管理栄養学科を設置
- 2019年4月 - 国際看護学部看護学科を設置
- 2021年4月 - メディア・芸術学部を「建築＆芸術学部」に名称変更
- 2022年4月 - 総合文化学部を「国際日本学部」に名称変更
- 2023年4月 - 経営学部経営学科設置[2]

## 基礎データ

### 所在地
- さくら夙川キャンパス（兵庫県西宮市御茶家所町6-42）

- 大阪大手前キャンパス（大阪府大阪市中央区大手前2-1-88）

### 校章
「OTEMAE FLOWER」。21世紀の開かれた大学に基づき、天に向かって限りなく開花していく花をモチーフにデザインされている。5枚の花びらはそれぞれ好奇心、知性、情熱、健康、美を表す。

#### 校歌
大手前大学 学園歌『アルママータ』（作詞：福井秀加、作曲：山本直純）
大手前大学 愛唱歌『春侍草』（作詞：福井有、作曲：羽田健太郎）

#### スクール・カラー
スクール・カラーは「ブルー」。

## 教育および研究

### 組織

#### 学部
- 国際日本学部
  - 国際日本学科
    - 国際コミュニケーションコース
      - 英語コミュニケーション専攻
      - 国際関係学専攻

    - 日本研究コース
      - 日本とアジア文化・文学専攻
      - 日本語・日本語教育専攻
      - 多文化共生専攻

    - 史学コース
      - 日本史専攻
      - 東洋史・西洋史専攻
      - 考古学・地理学専攻

    - 日本語教員養成課程

- 現代社会学部
  - 現代社会学科
    - 経営コース
      - 企業経営専攻
      - ファッションビジネス専攻
      - 観光ビジネス専攻

    - 情報・コンピュータコース
      - 情報・コンピュータ専攻

    - 心理コース
      - 心理学専攻
- 建築＆芸術学部
  - 建築＆芸術学科
    - 建築コース
      - 建築専攻
      - インテリアデザイン専攻

    - 芸術コース
      - デザイン・造形美術専攻（副専攻：絵画・立体造形・染色工芸・デザイン）
      - マンガ制作専攻
      - 映像アニメーション専攻
      - 映画・演劇専攻

- 健康栄養学部
  - 管理栄養学科
- 国際看護学部
  - 看護学科
- 現代社会学部
  - 現代社会学科（通信教育課程）

#### 過去にあった学部・学科等
- 文学部
  - 哲学科
  - 史学科
  - 英文学科
  - 美学・美術史学科

- 人文科学部
  - 日本文化学科
  - 英語文化学科
  - 交流文化学科
  - メディア・芸術学科

- 社会文化学部
  - 人間環境学科
  - 社会情報学科
  - キャリアデザイン学科

- 美術専攻科
  - 美術専攻

### 大学院
- 比較文化研究科
  - 比較文化専攻（博士前期課程・博士後期課程）

#### 附属機関
- 図書館
- メディアライブラリーCELL
- 史学研究所
- 交流文化研究所
- IIE (Institute of International Education)
- 大手前アートセンター

### 研究

#### 文部科学省私立大学学術研究高度化事業
- 地域文化学術情報集積による教育学術研究と地域社会への還元

#### 私立大学戦略的研究基盤形成支援事業
- 新情報技術を活用した歴史文化遺産学の構築をめざす多分野学術研究の融合拠点

## 学生団体
- 課外活動委員会
- 独立委員会
  - さやわやかキャンパス推進協議会
  - 生協学生委員会
  - 大手前祭実行委員会
  - 保健委員会
- 体育会
  - 体育委員会

弓道部・ゴルフ部・剣道部・女子バレーボール部・男子ラクロス部・女子ラクロス部・バドミントン部・卓球部・水泳部・準硬式野球部・総合格闘技部・ソフトテニス部・フットサル部・陸上競技部・ダンス部・競技ダンス部・軟式野球同好会・サッカー同好会・バスケットボール同好会
- 文化会
  - 文化委員会

演劇部・音楽部・軽音楽部・吹奏楽部・茶道部・手話部・写真部・文芸部・美術部・筆曲部・放送部・和装部・和太鼓部・パソコン部・マルチメディア部・JAZZ研究部・ESS部・VIO部・大手前管弦楽団・漫画研究会・考古学研究会・古建築研究会・アコースティック同好会・映画・映像研究同好会・特殊撮影技術及び現代的視聴覚文化研究会

## キャンパス
下記の通り2つのキャンパスを持つが、西宮キャンパスの新たな最寄り駅となるJRさくら夙川駅の開業に伴い、2007年4月1日付けでともに名称を変更した。

### さくら夙川キャンパス
旧名称は「西宮キャンパス」。経営学部、国際日本学部、現代社会学部、建築＆芸術学部が使用。大阪から約15分、神戸から約10分の夙川に立地する。静かな住宅街の中に立地し、近くには桜の名所・夙川公園があり、花見の時期には大変にぎやかになる。2007年9月、新時代の図書館「メディアライブラリーCELL」が完成した。その他、美術実習のための美芸院、世界的建築家の安藤忠雄が設計した「大手前アートセンター」、「史学研究所オープン・リサーチ・センター」などがある。
交通アクセス
阪急神戸線夙川駅・阪神本線香櫨園駅・JR神戸線さくら夙川駅から、それぞれ徒歩7分（北緯34度44分16.5秒 東経135度19分31.8秒 / 北緯34.737917度 東経135.325500度）。

### 大阪大手前キャンパス
健康栄養学部・国際看護学部・国際看護研究科が使用。
交通アクセス
大阪メトロ・京阪電気鉄道天満橋駅から徒歩2?5分。

## 他大学と協定
- 大学eラーニング協議会
- 放送大学学園と単位互換協定を結んでおり、放送大学で取得した単位を卒業に要する単位として認定することができる[3]。

## その他
- 創立者の藤井健造は関西大学馬術部出身で、新聞記者時代に西竹一（バロン西）担当記者となり、1932年ロサンゼルスオリンピックなどを取材した[4]。陸軍の報道部に転じてからも西のことを気にかけていた。
- 当大学の教授であるモンキー・パンチが、『こちら葛飾区亀有公園前派出所』の巻末コメントで「神戸で大学の先生をしている」と記す。正しくは西宮市である。